# János Szabó (cầu thủ bóng đá)
János Szabó (sinh ngày 11 tháng 7 năm 1989 ở Szekszárd, Hungary) là một cầu thủ bóng đá Hungary, chơi ở vị trí hậu vệ.

## Thống kê câu lạc bộ
| Câu lạc bộ          | Mùa giải | Giải vô địch | Giải vô địch | Cúp  | Cúp | Cúp Liên đoàn | Cúp Liên đoàn | Châu Âu | Châu Âu | Tổng | Tổng |
| Câu lạc bộ          | Mùa giải | Trận         | Bàn          | Trận | Bàn | Trận          | Bàn           | Trận    | Bàn     | Trận | Bàn  |
| ------------------- | -------- | ------------ | ------------ | ---- | --- | ------------- | ------------- | ------- | ------- | ---- | ---- |
| Paks                |          |              |              |      |     |               |               |         |         |      |      |
| 2007–08             | 0        | 0            | 0            | 0    | 6   | 0             | –             | –       | 6       | 0    |      |
| 2008–09             | 13       | 1            | 2            | 1    | 10  | 1             | –             | –       | 25      | 3    |      |
| 2009–10             | 20       | 0            | 0            | 0    | 5   | 0             | –             | –       | 25      | 0    |      |
| 2010–11             | 15       | 0            | 3            | 0    | 9   | 0             | –             | –       | 27      | 0    |      |
| 2011–12             | 14       | 0            | 0            | 0    | 1   | 0             | 1             | 0       | 16      | 0    |      |
| 2012–13             | 25       | 0            | 2            | 0    | 5   | 0             | –             | –       | 32      | 0    |      |
| 2013–14             | 26       | 1            | 0            | 0    | 7   | 1             | –             | –       | 33      | 2    |      |
| 2014–15             | 7        | 0            | 0            | 0    | –   | –             | –             | –       | 7       | 0    |      |
| 2015–16             | 30       | 1            | 0            | 0    | –   | –             | –             | –       | 30      | 1    |      |
| 2016–17             | 19       | 3            | 2            | 0    | –   | –             | –             | –       | 21      | 3    |      |
| 2017–18             | 19       | 4            | 1            | 0    | –   | –             | –             | –       | 20      | 4    |      |
| Tổng                | 188      | 10           | 10           | 1    | 43  | 2             | 1             | 0       | 242     | 15   |      |
| Siófok              |          |              |              |      |     |               |               |         |         |      |      |
| 2011–12             | 10       | 2            | 0            | 0    | 2   | 0             | –             | –       | 12      | 2    |      |
| Tổng                | 10       | 2            | 0            | 0    | 2   | 0             | 0             | 0       | 12      | 2    |      |
| Tổng cộng sự nghiệp |          | 198          | 12           | 10   | 1   | 45            | 2             | 1       | 0       | 254  | 17   |

Cập nhật theo các trận đấu đã diễn ra tính đến ngày 9 tháng 12 năm 2017.

## Danh hiệu
- Giải vô địch bóng đá U-20 thế giới:
  - Hạng ba: 2009

## Videos
2011-2012
- Video1 (tiếng Hungary)
- Video2[liên kết hỏng] (tiếng Hungary)